# Angelo Biancini
Angelo Biancini (Castel Bolognese, 24 de abril de 1911-3 de enero de 1988) fue un escultor, ceramista y profesor italiano.

## Trayectoria
Se matriculó en el Instituto de Arte de Florencia en 1919 y tuvo como maestro al artista Libero Andreotti que siempre recomendaba a sus alumnos enfrentarse a la naturaleza y no perderse en virtuosismos formales. Biancini encontró un estudio en un antiguo convento y allí se dedicó primero a la mayólica, y posteriormente al modelado en arcilla y a la escultura. En 1934, con la Lupa ganó la sección de escultura en los premios Littoriali dell'arte que se celebraron en Roma y pintó un retrato de mujer -ahora en la Pinacoteca Municipal de Faenza- identificable en la misma persona retratada al año siguiente, en el bronce Donna romagnola. La joven era su esposa Dina, cuyos rasgos idealizados también se encuentran en Preghiera e nella Fede de 1937, y en el Monumento a los Caídos en guerra de la Vittoria Alata del Monumento a la Guerra de Lavezzola de 1936.
En 1934, Biancini obtuvo su licencia como maestro de arte, en la sección de Escultura Decorativa, en la Academia de Bellas Artes de Florencia y expuso el bronce a la cera perdida La Luzcha en la Bienal de Arte de Venecia. Con objetos, hechos según su diseño, participó en la VI Trienal de Milán. En 1935, esculpió la estatua Atleta vittorioso para el Foro Mussolini (ahora Estadio dei Marmi) en Roma, donde en 1935 expuso en la II Cuadrienal de Arte Nacional. En 1937, realizó dos grupos escultóricos para el Ponte della Vittoria, en Verona.
Gaetano Ballardini lo ayudó a trasladarse a Laveno-Mombello donde, de 1937 a 1940, Biancini colaboró con Guido Andlovitz, director artístico de la compañía, formando a los alfareros y realizando esculturas de cerámica para relanzar el nombre de la Società Ceramica Italiana que, en 1940, ganó el Gran Premio de cerámica artística, en la Trienal de Milán.
En 1942, Biancini impartió clases en el Instituto de Arte de Cerámica de Faenza y, después de la guerra, reemplazó a Domenico Rambelli en la cátedra de Plástica, que ocupó hasta la edad de jubilación. Junto a la actividad didáctica, Biancini continuó la artística. 
En la postguerra, estuvo presente en la gran exposición de escultura italiana, organizada por la Galería "La Spiga" de Milán en 1946; en 1948 la Galería "Cairola" organizó una exposición personal para él, en la Galleria dell'Illustrazione Italiana de Milán, con 36 obras entre yesos, cerámicas, bronces. Recibió los elogios del crítico de arte Leonardo Borgese. A esto le siguió la exposición personal de 1956, en la Galería "San Fedele", donde Biancini presentó 50 esculturas.
Destacó en Padua, en la Exposición Internacional de Bronce, en 1963. Sus obras monumentales incluyen los relieves de la nueva Basílica de Nazaret en 1959, el dosel del Templo de los Mártires Canadienses en Roma en 1961 y las esculturas para el Ospedale Maggiore de Milán en 1964. Las obras de la Iglesia del Inmaculado Corazón de María y de Sant'Ilario en Rovigo datan de 1967. Ejecutó esculturas para la iglesia de la Autopista del Sole en el cruce de Florencia, para el Hospitium en Camaldoli y para la Organización de las Naciones Unidas para la Alimentación y la Agricultura (FAO) en Roma.
Entre las obras escultóricas in memoriam destacan el monumento a la Resistencia de Alfonsine en 1972, el dedicado a Alfredo Oriani en Casola Valsenio en 1963, el monumento a la escritora Grazia Deledda en Cervia en 1956, el de Angelo Celli en Cagli en 1958, el de Don Minzoni en Argenta en 1973, y finalmente el sarcófago de la venerable Benedetta Bianchi Porro, en Dovadola, en los Apeninos de Forlì.
En Monopoli, en 1978, recibió el encargo del obispo Antonio D'Erchia (29 de junio de 1969 - 30 de septiembre de 1986 nombrado obispo de Conversano-Monopoli) de decorar el altar de S.S. Medici en la iglesia renacentista de S. Domenico, para completar la renovación de la capilla, diseñada por el arzobispo Domenico Capitanio.

## Reconocimientos

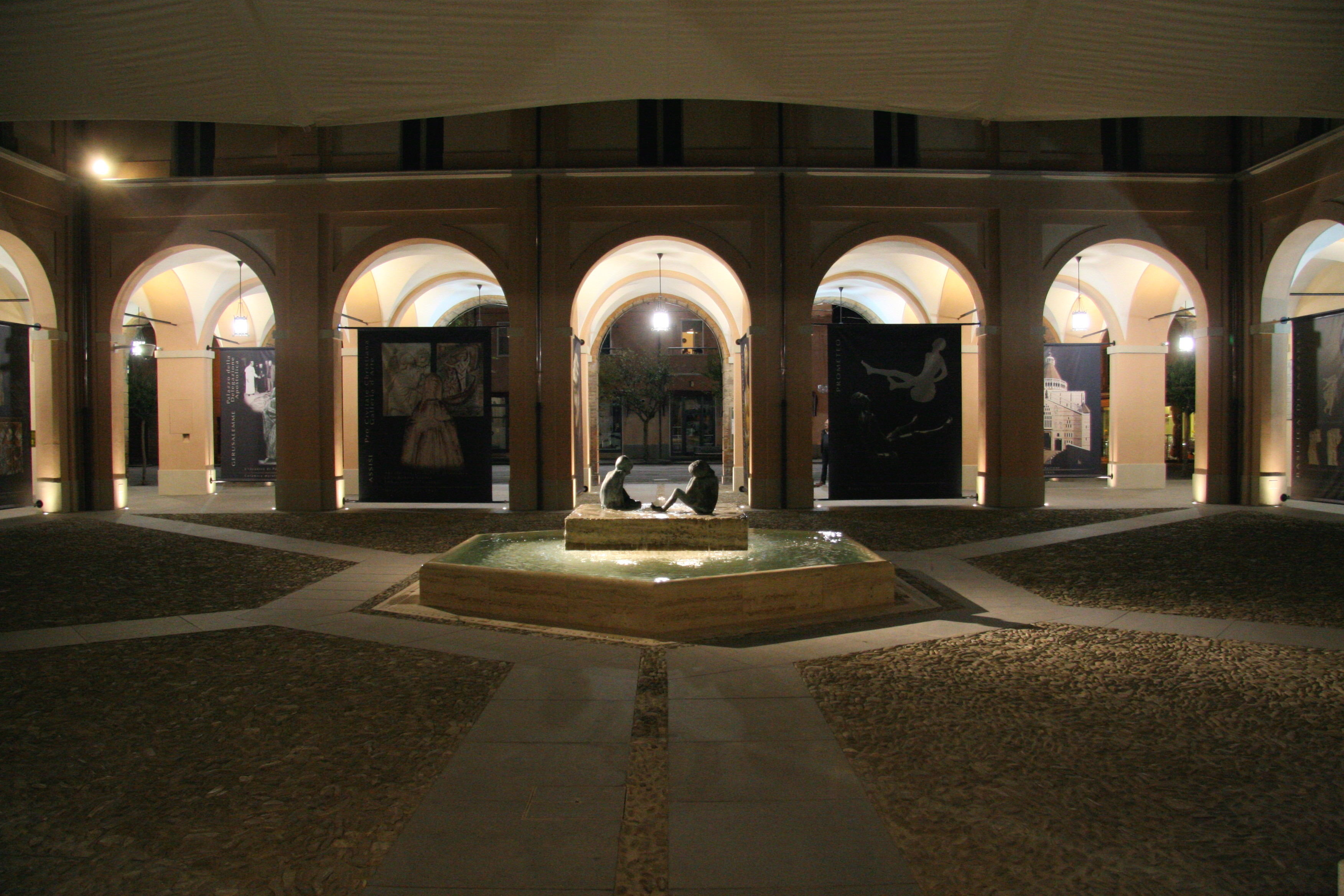
La logia con motivo del centenario del nacimiento de Angelo Biancini

En 1943, obtuvo el Premio Nazionale en una exposición individual organizada en el marco de la Cuadrienal Romana. En 1946, recibió el Premio Faenza con la obra Annunciazione, un gran panel de cerámica, esmaltado por Anselmo Bucci. Obtuvo el mismo reconocimiento en 1957, con el bajorrelieve Gesù tra i dottori.
En el Palazzo delle Esposizioni de Milán, Biancini ganó el Premio Bagutta de escultura en 1961; en el mismo año fue galardonado con el bronce San Giovanni nel Deserto, en la Exposición Internacional de Arte Sacro de Trieste, premio que volvió a ganar, en 1963, con Il Pastore Sacro. En 1973, se organizó en el Palacio Braschi de Roma una panorámica completa de sus bronces y en el mismo período se le dedicó una sala personal, en la Colección de Arte Religioso Moderno de los Museos Vaticanos.
En 1980, el municipio de Faenza le concedió la medalla de oro, la ciudadanía de honor y montó una gran antología, donde se expusieron ciento cincuenta de sus esculturas. En esa misma ocasión donó a la ciudad de Faenza tres de sus esculturas: un San Tomaso d'Aquino, un retrato de Alfredo Oriani y un busto del pintor Roberto Sella. Tras su muerte, la ciudad de Faenza le dedicó otra antología en 1988, con esculturas y cerámicas.

## Obra
Biancini está presente en la Colección de Arte Religioso Moderno del Vaticano con estas esculturas:
- Angeli, 1972, bronce
- Gesù al Tempio, 1965, cerámica
- Il Carmelo, 1968, cerámica
- Tempesta sedata, 1965, cerámica
- S. Giovanni Evangelista, 1968, cerámica
- S. Giovanni Battista, 1958, cerámica
- Annunciazione, 1963, cerámica
- Ultima Cena, 1962, cerámica
- Paolo VI e Atenagora, 1970, cerámica
- Storia di S. Paolo, 1967, 12 cerámica